# Everton Camargo
Everton Camargo (Soledade, 25 maggio 1991) è un calciatore brasiliano naturalizzato hongkonghese, attaccante del Lee Man e della nazionale hongkonghese.

## Carriera

### Nazionale
Dopo aver ricevuto la cittadinanza di Hong Kong nell'agosto del 2023, nel gennaio del 2024 è stato convocato per la Coppa d'Asia.

## Statistiche

### Cronologia reti in nazionale
| Cronologia completa delle presenze e delle reti in nazionale ― Hong Kong | Cronologia completa delle presenze e delle reti in nazionale ― Hong Kong | Cronologia completa delle presenze e delle reti in nazionale ― Hong Kong | Cronologia completa delle presenze e delle reti in nazionale ― Hong Kong | Cronologia completa delle presenze e delle reti in nazionale ― Hong Kong | Cronologia completa delle presenze e delle reti in nazionale ― Hong Kong | Cronologia completa delle presenze e delle reti in nazionale ― Hong Kong | Cronologia completa delle presenze e delle reti in nazionale ― Hong Kong |
| Data                                                                     | Città                                                                    | In casa                                                                  | Risultato                                                                | Ospiti                                                                   | Competizione                                                             | Reti                                                                     | Note                                                                     |
| ------------------------------------------------------------------------ | ------------------------------------------------------------------------ | ------------------------------------------------------------------------ | ------------------------------------------------------------------------ | ------------------------------------------------------------------------ | ------------------------------------------------------------------------ | ------------------------------------------------------------------------ | ------------------------------------------------------------------------ |
| 7-9-2023                                                                 | Phnom Penh                                                               | Cambogia                                                                 | 1 – 1                                                                    | Hong Kong                                                                | Amichevole                                                               | 1                                                                        |                                                                          |
| 11-9-2023                                                                | Hong Kong                                                                | Hong Kong                                                                | 10 – 0                                                                   | Brunei                                                                   | Amichevole                                                               | 2                                                                        | 60’                                                                      |
| 12-10-2023                                                               | Hong Kong                                                                | Hong Kong                                                                | 4 – 0                                                                    | Bhutan                                                                   | Qual. Mondiali 2026                                                      | -                                                                        | 66’                                                                      |
| 21-11-2023                                                               | Hong Kong                                                                | Hong Kong                                                                | 2 – 2                                                                    | Turkmenistan                                                             | Qual. Mondiali 2026                                                      | 1                                                                        | 61’                                                                      |
| 1-1-2024                                                                 | Abu Dhabi                                                                | Cina                                                                     | 1 – 2                                                                    | Hong Kong                                                                | Amichevole                                                               | -                                                                        | 73’                                                                      |
| 4-1-2024                                                                 | Abu Dhabi                                                                | Hong Kong                                                                | 1 – 2                                                                    | Tagikistan                                                               | Amichevole                                                               | 1                                                                        | 62’                                                                      |
| 23-1-2024                                                                | Ar Rayyan                                                                | Emirati Arabi Uniti                                                      | 3 – 1                                                                    | Hong Kong                                                                | Coppa d'Asia 2023 - 1º turno                                             | -                                                                        |                                                                          |
| 23-1-2024                                                                | Ar Rayyan                                                                | Hong Kong                                                                | 0 – 1                                                                    | Iran                                                                     | Coppa d'Asia 2023 - 1º turno                                             | -                                                                        |                                                                          |
| 23-1-2024                                                                | Doha                                                                     | Hong Kong                                                                | 0 – 3                                                                    | Palestina                                                                | Coppa d'Asia 2023 - 1º turno                                             | -                                                                        |                                                                          |
| Totale                                                                   |                                                                          | Presenze                                                                 | 9                                                                        |                                                                          | Reti                                                                     | 5                                                                        |                                                                          |

## Palmarès

### Club

#### Competizioni nazionali
- Hong Kong Football Association Cup: 1

Eastern: 2019-2020
- Hong Kong Senior Challenge Shield: 2

Yuen Long: 2017-2018
Eastern: 2019-2020
- Hong Kong Sapling Cup: 1

Eastern: 2020-2021